# Harisnyás Pippi (film, 1949)
A Harisnyás Pippi egész estés svéd film. A forgatókönyvet Per Gunvall írta, a zenéjét Per-Martin Hamberg szerezte, a producer Rune Waldekranz, a főszerepben Viveca Serlachius látható. Svédországban 1949. december 9-én mutatták be.

## Ismertető
A főhős: Pippi. Miután kilép a villából, összebarátkozik két gyerekekkel a szomszédból – Tommy-val és Anniká-val. Összetartanak mindhárman, és harcolnak a gaztevőkkel szemben.

## Szereposztás
| Szereplő              | Színész               | Magyar hang | Leírás |
| --------------------- | --------------------- | ----------- | ------ |
| Pippi Longstocking    | Viveca Serlachius     | ?           |        |
| Annika                | Berit Essler          | ?           |        |
| Tommy                 | Tord Garnmark         | ?           |        |
| Efraim Långstrump     | Benkt-Åke Benktsson   | ?           |        |
| Postman               | Svend Asmussen        | ?           |        |
| School teacher        | Julia Cæsar           | ?           |        |
| Birgit                | Doreen Denning        | ?           |        |
| Valle Dunder-Karlsson | Sigge Fürst           | ?           |        |
| Mrs. Settergren       | Emy Hagman            | ?           |        |
| Record Dealer         | Stig Järrel           | ?           |        |
| Policeman Larsson     | Arne Källerud         | ?           |        |
| Piano salesman        | Carl-Gustaf Lindstedt | ?           |        |
| Policeman Karlsson    | Gustaf Lövås          | ?           |        |
| Pia                   | Mona Mårtenson        | ?           |        |
| Ville Blom            | Carl Reinholdz        | ?           |        |